# Palpoxena longicornis
Palpoxena longicornis es una especie de insecto coleóptero de la familia Chrysomelidae.
Fue descrita científicamente en 1895 por Jacoby.